# Paulo (voleibolista)
Paulo Anchieta Veloso Pinto (Lavras, 13 de novembro de 1976) é voleibolista brasileiro com vasta experiência em clubes nacionais e internacionais, atuando por estes, sagrouse- medalhista de ouro no Campeonato Sul-Americano de Clubes em 1999.

## Carreira
Iniciou a carreira nas categorias de base do Fiat /Minas onde competiu nas temporadas 1994-95 e 1995-96.Defendendo as cores do Try On /Minas foi décimo lugar na Superliga Brasileira A 1996-97 e  conquistou o título do Campeonato Mineiro de Voleibol e o ouro da Copa Sudeste 1997.
Na edição da Superliga Brasileira A 1997-98 atuando pelo Minas,tal clube utilizou o nome de fantasia  Try On/MRV /Minas,  Paulo terminou na sexta posição, figurou entre os dez melhores nas estatísticas no fundamento recepção  e também campeão mineiro de 1998.Na temporada 1998-99 passou a defender a equipe Unincor/ Ouro Vida/ Três Corações  1998/1999 melhorando a campanha da edição passada, mas na Superliga Brasileira A 1998-99 terminou na oitava colocação.
Retornando ao Telemig Celular/Minas, Paulo  disputou pelo time mineiro a edição do Campeonato Sul-Americano de Clubes em 1999 conquistando o ouro, seu primeiro título internacional na Colômbia.
Transferiu-se na temporada 1999-00 para o Banespaonde foi vice-campeão paulista e configurou sua melhor participação nas edições da Superliga, terminando na terceira colocação nesta temporada.
Paulo foi contratado pelo time de Araraquara, o Lupo Náutico e atuando por neste foi bronze na Copa Brasil em 2000 e terminou na nona colocação geral da Superliga Brasileira A 2000-01 e na Superliga Brasileira A 2001-02 terminou na sexta colocação e ficou entre as cinco melhores recepções da edição.
Em 2002 defendia as cores do Ecus/Suzano e terminou no sétimo lugar da Superliga Brasileira A nesta temporada, além disso  conquistou o título do Campeonato Paulista e dos Jogos Abertos de São Paulo em 2002.
Na temporada seguinte o Bento/Union Pack contratou Paulo para disputar a Superliga Brasileira A 2002-03 e obteve o sexto lugar da competição e individualmente foi  dono da quinta Melhor Recepção e o sétimo Melhor Atacante  desta edição. Em 2003 ficou com o bronze no Grand Prix, na Supercopa e também no Campeonato Gaúcho e  terminou no  sexo lugar da Superliga Brasilaiera A 2003-04.
Retornou ao Telemig/Celular e foi disputou sua primeira final de Superliga , sagrando-se vice-campeão da Superliga Brasileira A 2004-05 e novamente vice-campeão na Superliga 2005-06, tendo a quinta melhor recepção da competição, conquistando dois ouro no campeonato mineiro de 2004 e  2005, respectivamente. Paulo foi campeão paulista em 2005, pois, o Minas representou o clube Pinheiros.
Em 2006 acerta para jogar com o clube espanhol Club Voleibol Almería na temporada 2006-07, onde foi campeão da Supercopa Espanhola de 2006 e também da Copa do Rei  da Espanha de 2007 e corando sua passagem na spanha foi  vice-campeão do Superliga Espanhola 2006-07.
Na temporada 2007-08 foi para o voleibol italiano para atuar Stilcasa Salento d’Amare Taviano onde foi quarto lugar da Liga A2 Italiana 2007-08 onde fez 340 pontos e na Copa A2 Italiana sua equipe sofreu eliminação nas quartas de final.
Na jornada 2008-09 foi para defender a equipe russa Dinamo Yantar Kaliningrad onde foi  vice-campeão do Liga A2 Russa  com 72% de eficiência na recepção e registrando 410 pontos nesta edição.  Atuou no voleibol polonês pelo clube AZS UWN Olsztyn na temporada 2009-10, onde terminou na sétima posição  da Liga A Polonesa (PlusLiga) e nesta edição fez 198 pontos .
Na temporada 2010-11 Eurogroup Gela terminou em décimo segundo lugar da Liga A2 Italiana, sendo sua equipe eliminada no pay out,  e Paulo registrou 286 pontos na competição.Por questões contratuais com o clube italiano, ou seja, o  não cumprimento por parte do clube contratante,Paulo assinou por um ano  com o  Olympiakos 
Retornou ao Brasil para defender o BMG/Montes Claros na temporada 2011-12. Ficou sem clube após sair da equipe mineira e em 2013 transfere-se para o time romeno Remat Zalau.

## Clubes
| Clube                             | País    | De   | Até   |
| Fiat /Minas                       | Brasil  | 1994 | 1996  |
| Try On /Minas                     | Brasil  | 1996 | 1997  |
| Try On/MRV/Minas                  | Brasil  | 1997 | 1998  |
| Unincor/ Ouro Vida/ Três Corações | Brasil  | 1998 | 1999  |
| Telemig Celular /Minas            | Brasil  | 1999 | 1999  |
| Banespa                           | Brasil  | 1999 | 2000  |
| Lupo Náutico                      | Brasil  | 2000 | 2002  |
| Ecus/Suzano                       | Brasil  | 2002 | 2002  |
| Bento/Union Pack                  | Brasil  | 2002 | 2004  |
| Telemig/Celular                   | Brasil  | 2004 | 2006  |
| Club Voleibol Almería             | Espanha | 2006 | 2007  |
| Stilcasa Salento d’Amare Taviano  | Itália  | 2007 | 2008  |
| Dinamo Yantar Kaliningrad         | Rússia  | 2008 | 2009  |
| AZS UWN Olsztyn                   | Polónia | 2009 | 2010  |
| Eurogroup Gela                    | Itália  | 2010 | 2011  |
| Olympiakos                        | Grécia  | 2011 | 2011  |
| BMG/Montes Claros                 | Brasil  | 2011 | 2012  |
| Remat Zalau                       | Roménia | 2013 | Atual |

## Títulos e Resultados
- 1996-97-3º lugar da Superliga Brasileira A[4]
- 1997-Campeão do Campeonato Mineiro [1][2]
- 1997- Campeão da Copa Sudeste[1]
- 1997-98-6º lugar da Superliga Brasileira A[4]
- 1998-Campeão do Campeonato Mineiro [1][2]
- 1998-99-8º lugar da Superliga Brasileira A[4]
- 1999-Vice-campeão do Campeonato Paulista[1]
- 1999-00- 3º lugar da Superliga Brasileira A[1]
- 2000-  3º lugar da Copa Brasil[1]
- 2000-01-9º lugar da Superliga Brasileira A[2][4]
- 2001-02-6º lugar da Superliga Brasileira A[2][4]
- 2002- Campeão do Campeonato Paulista[1][2]
- 2002- Campeão dos Jogos Abertos de São Paulo[1]
- 2003-3º lugar do Grand Prix[1]
- 2003-3º lugar da Supercopa[1]
- 2003-3º lugar do Campeonato Gaúcho[1][2]
- 2003-04-6º lugar da Superliga Brasileira A[2][4]
- 2004-05- Vice-campeão da Superliga Brasileira A[1]
- 2004-Campeão do Campeonato Mineiro[2]
- 2005-Campeão do Campeonato Mineiro[2]
- 2005- Campeão do Campeonato Paulista[2]
- 2005-06- Vice-campeão da Superliga Brasileira A[1]
- 2006-Campeão da Supercopa da Espanha[2]
- 2007-Campeão do Rei da Espanha[2]
- 2006-07- Vice-campeão do Superliga Espanhola A[2]
- 2007-08- 4º Lugar do Liga A2 Italiana[2]
- 2008-09- Vice-campeão do Liga A2 Russa[2]
- 2009-10- 7º Lugar do Liga A Polonesa[6]
- 2010-11- 12º Lugar do Liga A2 Italiana[7]

## Premiações Individuais
- 1997-98- 8ª Melhor Recepção da Superliga Brasileira A[2]
- 2000-01- 4ª Melhor Recepção da Superliga Brasileira A[2]
- 2002-03- 5ª Melhor Recepção da Superliga Brasileira A[2]
- 2002-03- 7º Melhor Atacante  da Superliga Brasileira A[2]
- 2005-06- 5ª Melhor Recepção da Superliga Brasileira A[2]

## Ligações Externas
- Paulo Veloso Pinto(it)